# Árnyék és csont
Az Árnyék és csont (eredeti angol címén Shadow and Bone) Leigh Bardugo izraeli-amerikai író fiatal felnőtteknek szóló fantasyregénye. A Macmillan Publishers jelentette meg 2012. június 5-én. Narrátora Alina Starkov, egy árva tinédzser, aki az orosz ihletésű Ravka földjén nő fel, amikor váratlanul egy olyan hatalmat használ fel, hogy megmentse gyermekkori legjobb barátját, amelynek nem is tudta, hogy birtokában van és amelynek következményeképpen intrikák és erőszak célpontjává válik. Ez az első könyv az Árnyék és Csont trilógiában, amelyet az Ostrom és vihar, valamint a Pusztulás és felemelkedés követ. Egyszersmind címadója és alapja a 2021 áprilisában bemutatott Netflix-adaptációnak.

## Cselekmény
Alina Starkov tinédzser lány, aki Malyen (Mal) Oretsev mellett nőtt fel egy árvaházban Keramzinban, Ravka királyságában. A történet akkor kezdetén átvonulnak az Unsea-n (más néven Sötét Zónán), egy örökké sötét, kopár földsávon, amely elvágja Ravka nagy részét a tengertől. Az emberek rendszeres expedíciókat küldenek át a Zónán, hogy árukat szállítsanak, majd visszahozzák az importot. A Zónát azonban gyakran sújtják az Sötétben élő, volkra nevű szörnyek. Átkelésük során egy volkra rájuk támad, és miközben megmenti Malt, Alina rendkívüli Grisa-tehetséget használ fel. A Grisák olyan emberek, akik képesek manipulálni és fegyverként használni az elemeket, pl. tüzet hívnak, szelet idéznek, szabályozzák a szíveket. Alina egyedüliként képes megidézni a fényt, emiatt Napidézőnek hívják. Sokan úgy vélik, a lány szent, akinek az a célja, hogy elpusztítsa a Zónát.
A Grisák vezetője, az Éjúr, a fővárosban, Os Altába lerohanja Alinát, mondván, hogy ereje egyedülálló és értékes, amely miatt Ravka ellenségeinek célpontjává válhat. Miközben elkezdi a kemény edzéseket, Alina nehezen tud beilleszkedni a többi Grisához, és nem bízik a saját képességeiben sem. Ráadásul erős vonzalmat érez az Éjúr iránt, amely érzelmet úgy tűnik, a férfi is viszonoz. 
Miután bemutatta hatalmát a királynak és udvarának, Alina tanítója, Baghra közli a lánnyal, hogy menekülnie kell. Baghra elárulja, hogy ő az Éjúr édesanyja. Elmagyarázza Alinának, hogy az Éjúr több száz éves, szándékosan hozta létre a Zónát, és rabszolgává akarja tenni Alinát, hogy Grisha erejével meghódítsa a világot. Két héttel Alina szökése után kis híján elfogják a lányt, de a természetfeletti nyomkövető képességgel rendelkező Mal, akit Alina után küldenek, megmenti barátnőjét. Ahelyett, hogy feladná a lányt, a fiú segít a szökésben.
Úgy döntenek, hogy levadásznak egy varázsszarvast a messzi északon. Ha ugyanis Alina megölné a szarvast, és nyakláncot készítene agancsából, ereje nagymértékben felerősödne. Az út során rájönnek, mennyire fontosak is egymás számára. Sok idő és erőfeszítés után Alina és Mal végül rátalálnak a szarvasra. Alina azonban képtelen megölni a varázsállatot, a szarvas pedig meghálálja ezt. Ebben a pillanatban jelenik meg az Éjúr és csatlósai. Az Éjúr megöli a szarvasbikát, majd rákényszeríti Alinára az agancs- nyakláncot, aki így teljesen az Úr rabszolgája lesz, és képtelen arra, hogy megtagadja az engedelmességet.
Ezután gyorsan visszatérnek délre a Zóna fő átkelőhelyéhez. Az Éjúr arra kényszeríti Alinát, hogy védje meg a hajót az átkelés során. A túloldalon az Éjúr kiterjeszti az Zónát, nagy halált és pusztítást okozva ezzel Novo Kribirskben, majd ledobja Malt a hajóról a Zónába, hogy a szörnyek felfalják. Alina kétségbeesésében végre rájön, hogy a szarvasbika kímélő kegyelme lehetőséget adott neki, hogy kiszabaduljon az Éjúr rabságából. Mal iránti szeretete megadja neki a szükséges erőt. Alina kiszabadul, leugrik a hajóról, hogy megmentse Malt, majd elpusztítja a hajót.
A könyv azzal ér véget, hogy Mal és Alina átkelnek az Igaz Tengeren, hogy megszökjenek Ravka és az Éjúr sötét hatalma elől. 

## Főbb szereplői
- Alina Starkov ( Jessie Mei Li)
- Az Éjúr (Aleksander Morozova- Ben Barnes )
- Nikolai Lantsov
- Zoya Nazyalensky
- Malyen Oretsev (Archie Renaux)
- Baghra (Zoë Wanamaker)
- Genya Safin
- David Kostyk
- Tamar and Tolya
- Nadia and Adrik Zhabin
- Ivan and Fedyor
- The Apparat

## Keletkezése
Az Árnyék és csont Bardugo első regénye. Amikor az Entertainment Weekly magazin arról kérdezte Bardugót, hogy mi ihlette a sorozatot, az író a következőt válaszolta: "A legtöbb fantáziában a sötétség metaforikus; ez csak egy módja annak, hogy a gonoszról beszéljünk (sötétség borul az egész földre, sötét kor jön, stb.). Most valami átvitt értelműt akartam szó szerint venni. A kérdés tehát az lett: "Mi van, ha a sötétség egy hely?" Mi van, ha az ott lappangó szörnyek valódiak és borzalmasabbak, mint bármi, amit valaha is elképzeltél az ágyad alatt vagy a szekrényajtó mögött? Mi lenne, ha a saját területükön kellene megküzdenünk velük, vakon és tehetetlenül a sötétben? Ezek az ötletek végül a Sötét Zónában egyesültek" 
Bardugo a könyv műfaját Tsarpunk-ként határozza meg, vagyis egy olyan fantasy, amelyet a a 19. század eleji Oroszország ihletett.  Arra a kérdésre, hogy miért ezt a helyszínt választotta, Bardugo kifejtette: „Úgy gondolom, hogy óriási erő rejlik azokban a képekben, amelyeket az orosz kultúrához és történelemhez társítunk, a szépség és a brutalitás e szélsőségei, amelyek a fantasy műfaját igazolják. És őszintén szólva, bármennyire is szeretem a pallosokat és fedeles kancsókat, (és én aztán valóban szeretem őket), most egy kicsit más helyre akartam vinni az olvasókat. A cári Oroszország más kiindulópontot adott nekem." 
A Bardugo ügynökök lépésein keresztül 37 nap alatt elfogadta a lehetőséget, hogy három könyves üzletet kínáljanak neki.  A Grisha sorozatot 2010. december 1-jén aukcióra bocsátották, és 2010. december 3-án eladták Henry Holt-nak és Macmillannek.  A trilógia első könyve lett az Árnyék és Csont. 

## Vélemények
A Publishers Weekly hírmagazin úgy vélte, hogy a főszereplő folytonos szorongásával és passzivitásával kissé csalódást okoz az olvasóknak, de Bardugo történetmesélése és világalkotása mindenért kárpótol.  A Kirkus Reviews (amerikai magazin) egyik anonim bírálója dicsérte Bardugo leírását, amellyel lehetővé tette a Grisha mágia részleteinek kibontakozását azzal, hogy Alina tudatlanságát az olvasók javára használta fel. A véleményező így foglalta össze: "A cselekmény elég erős ahhoz, hogy hibái ellenére a legtöbb olvasót átkalauzolja a sorozat többi könyvébe" 

## Folytatások és kapcsolódó művek
Folytatása és a trilógia második könyve, az Ostrom és Vihar 2013 júniusában jelent meg.  A trilógia utolsó könyve, a Pusztulás és Felemelkedést pedig 2014 júniusában adták ki. 
A trilógia ugyanabban a világban játszódik mint a Hat varjú (2015) és a Bűnös Birodalom (2016) duológia valamint az The Language of Thorns című önálló novellagyűjtemény, a Szentek élete című univerzum hagiográfiája és az írónő The Severed Moon introspektív folyóirata. Ugyanez a világ az alapja a Hegek Királya (2019) és a Farkasok Uralma (2021) duológiának, amelyben az eredeti trilógiából és a Hat Varjúból megismert szereplőkkel találkozhatunk. 

## Feldolgozásai
2012 szeptemberében Holly Bario, a DreamWorks elnöke bejelentette, hogy átvette az Árnyék és Csont filmjogait.  David Heymant, a Harry Potter- filmek producere és Jeffrey Clifford, a Heyday Films elnöke lettek a film producerei. 
2019 januárjában a Netflixen egy nyolc epizódból álló sorozatot jelent meg amely a Grisha Trilógia és a Hat varjú duológián alapult, Eric Heissererrel szervezésében.  A gyártás 2019 októberében kezdődött, Jessie Mei Li alakította Alina Starkovot , Ben Barnes Kirigan tábornok (Éjúr), Archie Renaux Malyen Oretsev, Sujaya Dasgupta Zoya Nazyalensky, Daisy Head Genya Safin, Simon Sears pedig Ivan szerepében láthattuk. 
A sorozat mind a nyolc epizódja 2021. április 23-án jelent meg. 

## Magyarul
- Shadow and bone. Árnyék és csont; ford. Varga Csaba Béla; Könyvmolyképző, Szeged, 2014 (Vörös pöttyös könyvek)